# Molleboon

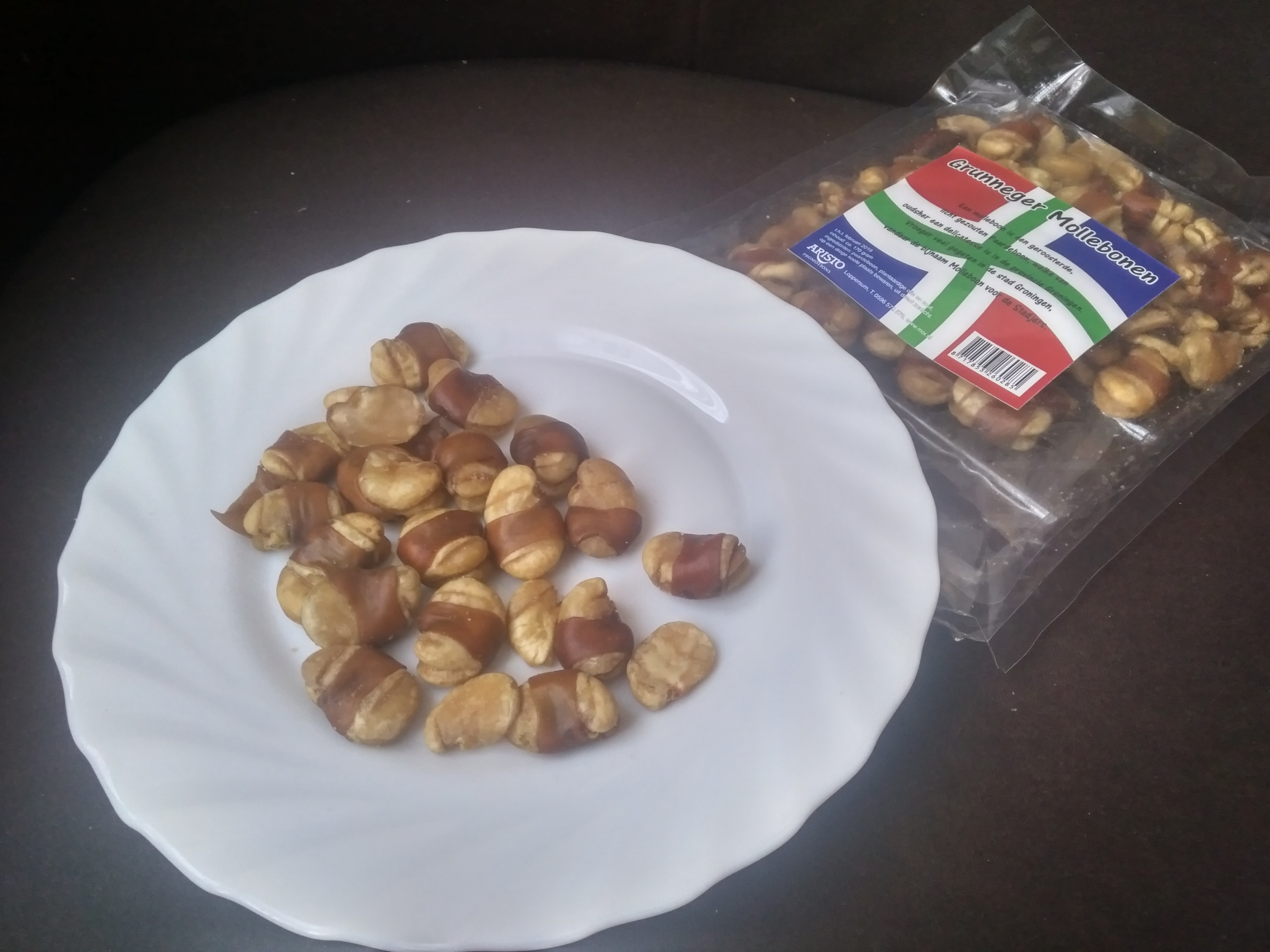
Mollebonen

Die Molleboon (deutsch etwa „Pfannenbohne“) ist in den Niederlanden als typisch Groninger Leckerei bekannt. Sie ist eine geröstete Ackerbohne. Das Rösten geschieht auf zweierlei Arten:
1. Die Bohnen werden in einer Mol, einer Art Wok, geröstet. Dass seit frühester Zeit eine solche tiefe Pfanne für die Zubereitung der Molleboon verwendet wird, ist nicht verwunderlich, da das Rezept wahrscheinlich aus dem frühen niederländischen Indien kommt.
2. Der Bäcker lässt die Bohnen im Ofen neben dem Brot mitbacken, vergleichbar mit dem Rösten von Erdnüssen.

Mollebonen haben einen leicht süßlichen Geschmack. Heutzutage werden sie kaum mehr verkauft. Nur bei lokalen Metzgern oder Nusshändlern sind sie noch zu bekommen sowie bei der Groninger Touristeninformation. Außerhalb von Groningen gibt es sie außerdem noch auf dem Diengplateau in der Nähe von Wonosobo (Mittel-Java) zu kaufen, wo sie als lokale Spezialität angepriesen werden. Außerdem sind sie noch in der Festungsstadt Bourtange und im Niederländischen Freiluftmuseum in Arnhem erhältlich.

## Molleboon als Spitzname
Die Einwohner der Stadt Groningen werden auch Molleboon genannt. Das hat wahrscheinlich mit der Gewohnheit zu tun im Gemeinderat mit Bohnen abzustimmen. War man für einen Antrag, steckte man eine weiße Bohne in ein Säckchen, war man dagegen, eine Schwarze. Am Ende wurden die Bohnen ausgezählt. Das Groninger Museum hat noch einige in Ton nachgebildete Bohnen.